# 波利卡尔
波利卡尔，是西班牙安达卢西亚自治区格拉纳达省的一个市镇。总面积5平方公里，2001年普查人口總數為266人，人口密度為每平方公里53人。